# Caroline Joyeux
Caroline Joyeux (Berlino, 26 aprile 2001) è una triplista e lunghista tedesca.

## Biografia
Nata a Berlino, gareggia per LG Nord Berlino da quando aveva 8 anni. Nel 2020 conosce in un trainig camp Ernest John Obiena, astista filippino, con cui inizia una relazione.
Ad Essen il 1° giugno 2025 stabilisce il suo nuovo primato personale del salto triplo con 14,45 m (superando per la prima volta il muro dei 14 metri). Il 28 giugno vince la gara del salto triplo con 14,42 m ai campionati europei a squadre di Madrid.

## Progressione

### Salto triplo
| Stagione | Misura     | Luogo        | Data      | Rank. Mond. |
| -------- | ---------- | ------------ | --------- | ----------- |
| 2025     | 14,45 m    | Essen        | 1-6-2025  |             |
| 2024     | 13,64 m    | Berlino      | 17-7-2024 |             |
| 2023     | 13,77 m(i) | Erfurt       | 3-1-2023  |             |
| 2022     | 13,77 m    | Bochum       | 6-8-2022  |             |
| 2021     | 13,63 m    | Tallinn      | 8-7-2021  |             |
| 2020     | 13,37 m    | Braunschweig | 8-8-2020  |             |
| 2019     | 12,99 m(i) | Sindelfingen | 23-2-2019 |             |
| 2018     | 12,46 m    | Rostock      | 27-7-2018 |             |
| 2017     | 12,27 m    | Ulma         | 4-8-2017  |             |
| 2016     | 11,24 m    | Berlino      | 12-6-2016 |             |

## Palmarès
| Anno | Manifestazione | Sede    | Evento       | Risultato | Prestazione | Note |
| ---- | -------------- | ------- | ------------ | --------- | ----------- | ---- |
| 2022 | Europei U23    | Tallinn | Salto triplo | 5ª        | 13,36 m     |      |
| 2023 | Europei U23    | Espoo   | Salto triplo | 8ª        | 13,24 m     |      |

## Campionati nazionali
2020
- Bronzo ai campionati tedeschi (Braunschweig), salto triplo - 13,37 m

2021
- 4ª ai campionati tedeschi indoor (Dortmund), salto triplo - 13,16 m
- 6ª ai campionati tedeschi indoor (Dortmund), salto in lungo - 6,19 m
- 8ª ai campionati tedeschi (Berlino), salto triplo - 13,36 m
- 5ª ai campionati tedeschi (Berlino), salto in lungo - 5,90 m

2022
- 7ª ai campionati tedeschi (Berlino), salto triplo - 13,40 m

2023
- 6ª ai campionati tedeschi indoor (Dortmund), salto triplo - 13,52 m
- 7ª ai campionati tedeschi indoor (Dortmund), salto in lungo - 6,04 m

2025
- 4ª ai campionati tedeschi indoor (Dortmund), salto triplo - 13,51 m

## Altre competizioni internazionali
2025
- Oro ai Campionati europei a squadre di atletica leggera ( Madrid), salto triplo - 14,42 m[2]